# Брюхово (Сокольский район)
Брюхово — деревня в Сокольском районе Вологодской области.
Входит в состав Биряковского сельского поселения, с точки зрения административно-территориального деления — в Биряковский сельсовет. Расположена к югу от автодороги А123.
Расстояние по автодороге до районного центра Сокола — 104,5 км, до центра муниципального образования Бирякова — 4,5 км.
По переписи 2002 года население — 8 человек.